# Dietrich Taube
Dietrich Taube (* 19. November 1932 in Walzen, Provinz Oberschlesien; † 20. November 2021) war ein deutscher Schauspieler, Theaterregisseur und -intendant.

## Leben
Taube besuchte das Gymnasium „Am Zwinger“ in Breslau. Nach der Vertreibung setzte er seinen Schulbesuch in  Altena fort, wo er das Abitur ablegte. Er nahm ein Studium der Germanistik, Geschichte und Französisch an der Ludwig-Maximilians-Universität München auf, wechselte jedoch zum Schauspiel und ließ sich von 1954 bis 1956 an der Otto-Falckenberg-Schule ausbilden.
An den Städtischen Bühnen Freiburg wirkte er von 1957 bis 1964 als Schauspieler und Regisseur sowie als Assistent des Intendanten. 1964 wurde er Oberspielleiter der Sparte Schauspiel des Stadttheaters Gießen, wurde dort 1966 Intendant und führte die Geschäfte der Stadttheater Gießen GmbH. 1978 übernahm er die Intendanz des Theaters Mainz, wurde künstlerischer Geschäftsführer der neu gegründeten Staatstheater Mainz GmbH. Das Amt hatte er bis 1989 inne. 1990 wechselte er nach Erfurt, wo er  Intendant des Theaters Erfurt und von 1991 bis 2002 dessen Generalintendant war. Dort gründete er 1994 ein Kinder- und Jugendtheaterensemble sowie im selben Jahr die DomStufen-Festspiele.
Taube veröffentlichte unter anderem 1978 mit Henry Glade in den „Blättern der Carl-Zuckmayer-Gesellschaft“ Des Teufels General – noch aktuell? und verfasste mehrere Theaterstücke. Er starb im November 2021, einen Tag nach seinem 89. Geburtstag.

## Bühnenstücke
- Kain. Ein Spiel nach Lord Byron's „Cain“. Vertriebsstelle und Verlag Deutscher Bühnenschriftsteller und Bühnenkomponisten, Norderstadt, etwa 1975
- Ali Baba und die vierzig Räuber.  Vertriebsstelle und Verlag Deutscher Bühnenschriftsteller und Bühnenkomponisten, Norderstadt, etwa 1975
- Eiskönigin und Feuerprinz. Ein Wintertraum für Kinder.  Vertriebsstelle und Verlag Deutscher Bühnenschriftsteller und Bühnenkomponisten, Norderstadt, etwa 1985
- Die Zauberinsel. Ein Stück für Kinder. Vertriebsstelle und Verlag Deutscher Bühnenschriftsteller und Bühnenkomponisten, Norderstadt, etwa 1985